# Valborg Goldschmidt
Valborg Maria Fredrika Goldschmidt, född Schoch den 10 februari 1877 i Tegelsmora församling i Uppsala län, död 1 oktober 1964, var en svensk målare.
Hon var dotter till stationsinspektoren Johan Erik Schoch och Sigrid Elisabeth Leufvenius samt från 1909 gift med distriktschefen vid Telegrafverket Peltin Goldschmidt. Efter grundläggande konststudier vid Althins målarskola studerade hon vid Konstakademien 1906-1909 dessutom företog hon studieresor till Berlin och Dresden 1909. Hennes konst består av stilleben, porträtt och landskapsskildringar i olja, pastell eller akvarell. Vid sidan av sitt konstnärskap publicerade hon noveller och uppsatser i olika tidskrifter. Goldschmidt är representerad vid Länsmuseet Gävleborg.